# متوسط مربعات الأخطاء
متوسط مربعات الأخطاء أو متوسط الخطأ التربيعي  لتقدير T من أجل المؤشر غير القابل للقياس theta هو متوسط انحرافات هذا التقدير عن المؤشر الفعلي أي أنه القيمة المتوقعة لإنحرافات التقديرات عن المؤشر الفعلي .
{\displaystyle \operatorname {MSE} (T)=\operatorname {E} ((T-\theta )^{2}),}

## اقرأ أيضاً
- انحراف معياري
- تربيع الانحرافات عن المتوسط
- متوسط الأخطاء المطلقة